# Ga Wolchon
Ga Wolchon là ga trên Tàu điện ngầm Daegu tuyến 1 ở Songhyeon-dong, Dalseo-gu, Daegu, Hàn Quốc.

## Liên kết
- DTRO trạm ảo Lưu trữ ngày 12 tháng 9 năm 2014 tại Wayback Machine